# Arcidiecéze Capiz
Arcidiecéze Capiz (latinsky Archidioecesis Capicensis) je římskokatolická metropolitní arcidiecéze na filipínských Visayských ostrovech, která má 2 sufragánní diecéze.  V jejím čele stojí arcibiskup Jose Fuerte Advincula, jmenovaný papežem Benediktem XVI. v roce 2011.